# Найдёново
Найдёново (до 1948 года Танаба́й Неме́цкий; укр. Найдьонове, крымскотат. Nemse Tana Bay, Немсе Тана Бай) — исчезнувшее село в Черноморском районе Республики Крым, располагавшееся на северо-востоке района, в степной части Крыма, у старинной дороги из Ак-Мечети в Перекоп (сейчас автодорога 35К-012 Черноморское — Воинка), примерно в 1 километре севернее современного села Далёкое.

### Динамика численности населения
| - 1806 год — 134 чел. - 1864 год — 81 чел. - 1889 год — 211 чел. - 1892 год — 128 чел. | - 1900 год — 235 чел. - 1915 год — 269/12 чел. - 1926 год — 200 чел. - 1939 год — 324 чел. |

## История
Первое документальное упоминание села встречается в Камеральном Описании Крыма… 1784 года, судя по которому, в последний период Крымского ханства Таная входил в Мангытский кадылык Козловскаго каймаканства.
Поосле присоединения Крыма к России (8) 19 апреля 1783 года, (8) 19 февраля 1784 года, именным указом Екатерины II сенату, на территории бывшего Крымского ханства была образована Таврическая область и деревня была приписана к Евпаторийскому уезду. С началом Русско-турецкой войной 1787—1791 годов, весной 1788 года производилось выселение крымских татар из прибрежных селений во внутренние районы полуострова, в том числе и из Танабая. В конце войны, 14 августа 1791 года всем было разрешено вернуться на место прежнего жительства. После павловских реформ, с 1796 по 1802 год входила в Акмечетский уезд Новороссийской губернии. По новому административному делению, после создания 8 (20) октября 1802 года Таврической губернии, Танабай был включён в состав Яшпетской волости Евпаторийского уезда.
По Ведомости о волостях и селениях, в Евпаторийском уезде… от 19 апреля 1806 года, в деревне Тонабай числился 21 двор и 134 жителя крымских татар. На военно-топографической карте генерал-майора Мухина 1817 года деревня Танабай обозначена с 27 дворами. После реформы волостного деления 1829 года Танабай, согласно «Ведомости о казённых волостях Таврической губернии 1829 года», остался в составе Яшпетской волости. На карте 1836 года в деревне 25 дворов, как и на карте 1842 года.
В 1860-х годах, после земской реформы Александра II, деревню приписали к Курман-Аджинской волости. Согласно «Памятной книжке Таврической губернии за 1867 год», деревня Танабай была покинута жителями в 1860—1864 годах, в результате эмиграции крымских татар, особенно массовой после Крымской войны 1853—1856 годов, в Турцию и вновь заселена татарами. В «Списке населённых мест Таврической губернии по сведениям 1864 года», составленном по результатам VIII ревизии 1864 года, Танабай — владельческая татарская деревня, с 17 дворами, 81 жителем и мечетью при колодцах. По обследованиям профессора А. Н. Козловского 1867 года, вода в колодцах деревни была солоноватая, а их глубина колебалась от 1 до 5 саженей (от 2 до 10 м). На трехверстовой карте Шуберта 1865—1876 года в Танабае обозначено 17 дворов.
В «Памятной книге Таврической губернии 1889 года», по результатам Х ревизии 1887 года, в деревне Тонабай числилось 34 двора и 211 жителей. Согласно «…Памятной книжке Таврической губернии на 1892 год», в деревне Танабай, входившей в Отузский участок, было 128 жителей в 22 домохозяйствах.

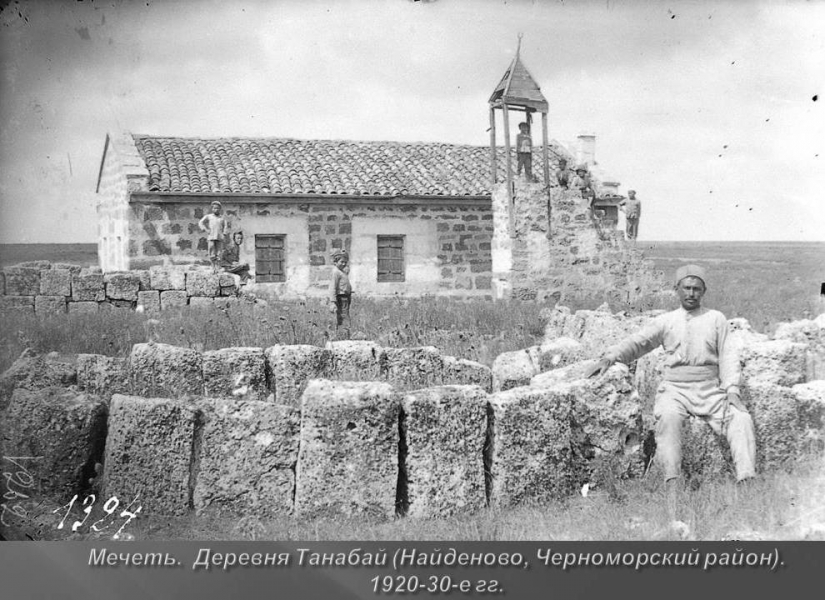
Мечеть деревни Танабай, 1920-е г.

Земская реформа 1890-х годов в Евпаторийском уезде прошла после 1892 года, в результате Танабай приписали к Агайской волости.
По «…Памятной книжке Таврической губернии на 1900 год» в деревне числилось 235 (из них 8 человек в 1 доме на вакуфе) жителей в 43 дворах. В 1914 году в деревне велось строительство мектеба. По Статистическому справочнику Таврической губернии. Ч.II-я. Статистический очерк, выпуск пятый Евпаторийский уезд, 1915 год, в деревне Танабай Агайской волости Евпаторийского уезда числилось 40 дворов с татарским населением (все дворы безземельные) в количестве 269 человек приписных жителей и 12 — «посторонних», из которых 141 мужчина и 140 женщин. Жители владели 930 десятинами удобной земли. В хозяйствах имелось 145 лошадей, 16 коров и 400 голов мелкого скота.
После установления в Крыму Советской власти, по постановлению Крымревкома от 8 января 1921 года № 206 «Об изменении административных границ» была упразднена волостная система и в составе Евпаторийского уезда был образован Бакальский район, в который включили село, а в 1922 году уезды получили название округов. 11 октября 1923 года, согласно постановлению ВЦИК, в административное деление Крымской АССР были внесены изменения, в результате которых округа были отменены, Бакальский район упразднён и село вошло в состав Евпаторийского района. Согласно Списку населённых пунктов Крымской АССР по Всесоюзной переписи 17 декабря 1926 года, в селе Танабай, Киргиз-Казацкого сельсовета Евпаторийского района, числился 51 двор, из них 49 крестьянских, население составляло 200 человек, все татары, действовала татарская школа. Согласно постановлению КрымЦИКа от 30 октября 1930 года «О реорганизации сети районов Крымской АССР», был восстановлен Ак-Мечетский район (по другим данным 15 сентября 1931 года) и село включили в его состав. По данным всесоюзной переписи населения 1939 года в селе проживало 324 человека.
В 1944 году, после освобождения Крыма от фашистов, согласно Постановлению ГКО № 5859 от 11 мая 1944 года, 18 мая крымские татары были депортированы в Среднюю Азию. С 25 июня 1946 года Танабай в составе Крымской области РСФСР. Указом Президиума Верховного Совета РСФСР от 18 мая 1948 года село, как Танабай немецкий (под таким названием, по невыясненной пока причине селение обозначено на последней довоенной карте 1942 года), переименовали в Найдёново. Никаких других упоминаний о немецком населении в доступных источниках пока не обнаружено. 26 апреля 1954 года Крымская область была передана из состава РСФСР в состав УССР. Ликвидировано до 1960 года, поскольку в «Справочнике административно-территориального деления Крымской области на 15 июня 1960 года» селение уже не значилось (согласно справочнику «Крымская область. Административно-территориальное деление на 1 января 1968 года» — в период с 1954 по 1968 годы, как посёлок Межводненского сельсовета).